# 蒙弗朗坎
蒙弗朗坎（法語：Monflanquin，法語發音：[mɔ̃flɑ̃kɛ̃]）是法国洛特-加龙省的一个市镇，属于洛特河畔新城区。

## 地理
蒙弗朗坎（44°31'55"N, 0°46'4"E）面积62.21 平方千米，位于法国新阿基坦大区洛特-加龍省，该省份为法国西南部内陆省份，北起多爾多涅省，西接吉倫特省和朗德省，南至热尔省，东临塔恩-加龙省和洛特省。
与蒙弗朗坎接壤的市镇（或旧市镇、城区）包括：洛苏、莱德河畔拉索沃塔、布迪德博尔加尔、卡斯泰尔诺-德格拉特康布、拉科萨德、莱德河畔蒙塔尼亚克、波利亚克、圣厄特罗普德博恩、莱兹河畔萨维尼亚克、洛特河畔新城。

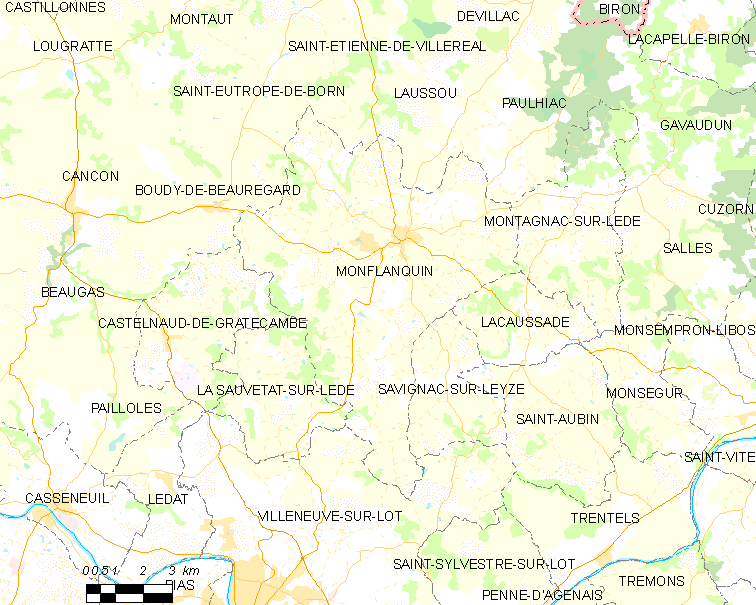
蒙弗朗坎的OSM定位图

蒙弗朗坎的时区为UTC+01:00、UTC+02:00（夏令时）。

## 行政
蒙弗朗坎的邮政编码为47150，INSEE市镇编码为47175。

## 政治
蒙弗朗坎所属的省级选区为上阿日奈-佩里戈尔县。

## 人口

1962-2008年间蒙弗朗坎人口变化图示

蒙弗朗坎于2022年1月1日时的人口数量为2358人。